# Boulevard Mireille-Lauze
Le boulevard Mireille-Lauze est une voie marseillaise située dans les 10e et 11e arrondissements de Marseille. 

## Situation et accès
Elle va de l'avenue de la Capelette au rond-point Louis-Mathieu Verdilhan, où se croisent l'avenue Jean-Lombard, l’avenue Emmanuel-Allard et le boulevard Pierre-Ménard.

Il s'agit de la troisième plus longue rue de Marseille avec ses 3,1 kilomètres, devancée par le chemin du Littoral ainsi que par la rue Saint-Pierre.
Elle traverse les quartiers de La Capelette, de Pont-de-Vivaux et de La Pomme d’ouest en est et passe au-dessus de l'Échangeur Florian, qui permet l'accès aux autoroutes A50 et A507.
La rue est desservie uniquement par la ligne de bus  du réseau RTM sur une petite partie à sens unique du boulevard, entre le boulevard Bezombes et l’échangeur Florian ainsi qu’entre le boulevard Jean-Eugène-Cabassud et la rue Antoine-Del-Bello. Par le passé, cette ligne desservait à sens unique une plus grande partie du boulevard en démarrant de son extrémité est.

## Origine du nom
La rue est baptisée en hommage à la résistante Mireille Lauze par délibération du Conseil municipal du 23 juillet 1945.

## Bâtiments remarquables et lieux de mémoire
- Au numéro 9 se trouve le lycée professionnel Jean-Baptiste Brochier.
- Au numéro 87 se trouve le commissariat de police du 10e arrondissement.
- Aux numéros 162 et 164 se trouve le Florida Palace, lieu réputé de réception de fêtes (soirées, mariages, baptêmes...).
- Au numéro  222 se trouve l'hippodrome de Pont-de-Vivaux.